# 30032 Kuszmaul
A 30032 Kuszmaul (korábbi nevén 2000 DC65) a Naprendszer kisbolygóövében található aszteroida. A LINEAR program keretein belül fedezték fel 2000. február 29-én.
A bolygót William Henry Kuszmaul (1996–) amerikai középiskolai hallgatóról, a 2014-es Intel Science Talent Search tudományos verseny döntőséről nevezték el.

## Kapcsolódó szócikk
- Kisbolygók listája (30001–30500)